# ونونان (سلطانية)
ونونان (بالفارسية: ونونان) هي قرية تقع في إيران في قسم سلطانیة الریفي. يقدر عدد سكانها بـ 96 نسمة بحسب إحصاء 2016.